# Marjinka
Marjinka eller Maryinka, (ukrainsk: Мар'їнка) er en lille by og det administrative centrum i Marjinka rajon, Donetsk oblast (provins), Ukraine. Kommunen, som har et areal på 51,92 km² Byen har en befolkning på omkring 9.256 (2021); 10.722 (2001). Byen ligger på frontlinjen i krigen i Donbass fra 2022 og har lidt skade.

## Geografi
Marjinka ligger i det sydlige Donbass, 27 km sydvest for oblastcentret Donetsk på Hovedvejen N 15.

## Russernes invasion af Ukraine 2022
Den 17. marts 2022 hævdede det russiske forsvarsministerium, at styrker fra Folkerepublikken Donetsk indtog Marinka. Ukrainske styrker hævdede at have genovertaget kontrollen med byen den 19. april 2022. Den 30. marts 2022 slukkede beredskabstjenesten  "snesevis af brande", der var opstået i byen på grund af angreb med hvid fosforammunition fra russiske styrker. 
Den 26. april 2022 blev endnu et russisk forsøg på at angribe Marinka slået tilbage af ukrainske styrker, ifølge lederen af Donetsk regionale militæradministration Pavlo Kyrylenko. 

## Galleri
- Centrum i Maryinka
- Mindesmærke for 2. verdenskrig
- Administrationsbygning
- Mindesmærke for Den afghansk-sovjetiske krig i byens park